# Eerste dag van de zomer
De eerste dag van de zomer is een officiële feestdag die elke lente in IJsland wordt gehouden om de komst van de zomer te vieren. Opmerkelijk daarbij is dat koud weer op deze dag geen uitzondering is; soms sneeuwt het zelfs. De dag valt traditioneel op de eerste donderdag na 18 april, hoewel de astronomische zomer pas op 21 juni begint.